# Рогулє (Двор)
Рогулє (хорв. Rogulje) — населений пункт у Хорватії, в Сисацько-Мославинській жупанії у складі громади Двор.

## Населення
Населення за даними перепису 2011 року становило 29 осіб.
Динаміка чисельності населення поселення:

## Клімат
Середня річна температура становить 10,62 °C, середня максимальна – 24,78 °C, а середня мінімальна – -5,89 °C. Середня річна кількість опадів – 1059 мм.
| Клімат поселення                              | Клімат поселення | Клімат поселення | Клімат поселення | Клімат поселення | Клімат поселення | Клімат поселення | Клімат поселення | Клімат поселення | Клімат поселення | Клімат поселення | Клімат поселення | Клімат поселення | Клімат поселення |
| Показник                                      | Січ.             | Лют.             | Бер.             | Квіт.            | Трав.            | Черв.            | Лип.             | Серп.            | Вер.             | Жовт.            | Лист.            | Груд.            |                  |
| Середній максимум, °C                         | 7,10             | 8,78             | 13,02            | 17,17            | 21,59            | 24,78            | 24,05            | 23,58            | 19,96            | 15,20            | 9,52             | 5,64             |                  |
| Середня температура, °C                       | 0,60             | 2,27             | 6,52             | 10,68            | 15,10            | 18,28            | 20,05            | 19,58            | 15,96            | 11,18            | 5,52             | 1,65             |                  |
| Середній мінімум, °C                          | −5,89            | −4,22            | 0,03             | 4,18             | 8,61             | 11,80            | 16,05            | 15,56            | 11,95            | 7,18             | 1,51             | −2,35            |                  |
| Норма опадів, мм                              | 67               | 65               | 75               | 88               | 92               | 100              | 94               | 92               | 95               | 98               | 107              | 86               |                  |
| Середньомісячна швидкість вітру, м/с          | 1.65             | 1.82             | 2.19             | 2.12             | 1.94             | 1.75             | 1.72             | 1.60             | 1.60             | 1.67             | 1.73             | 1.75             |                  |
| Середньомісячна сонячна радіація, кДж/м²·день | 4376             | 7158             | 10852            | 15297            | 19406            | 21554            | 22695            | 19867            | 14658            | 9230             | 4922             | 3623             |                  |
| --------------------------------------------- | ---------------- | ---------------- | ---------------- | ---------------- | ---------------- | ---------------- | ---------------- | ---------------- | ---------------- | ---------------- | ---------------- | ---------------- | ---------------- |
| Джерело:                                      |                  |                  |                  |                  |                  |                  |                  |                  |                  |                  |                  |                  |                  |